# Armas de destrucción masiva en el Reino Unido
El Reino Unido ha poseído armas de destrucción masiva, incluyendo armas nucleares, biológicas y armas químicas. El Reino Unido es uno de los cinco estados oficiales poseedores de armas nucleares bajo el Tratado de No Proliferación Nuclear que ratificó en 1968 y tiene una capacidad de disuasión nuclear independiente. Se ha estimado que el Reino Unido tiene una reserva de aproximadamente 160 cabezas nucleares activas y 225 cabezas nucleares en total, siendo este el 4.º arsenal nuclear después de Rusia, Estados Unidos y Francia. El Reino Unido renunció al uso de armas químicas y biológicas en 1956 y posteriormente destruyó sus existencias.

## Armas nucleares

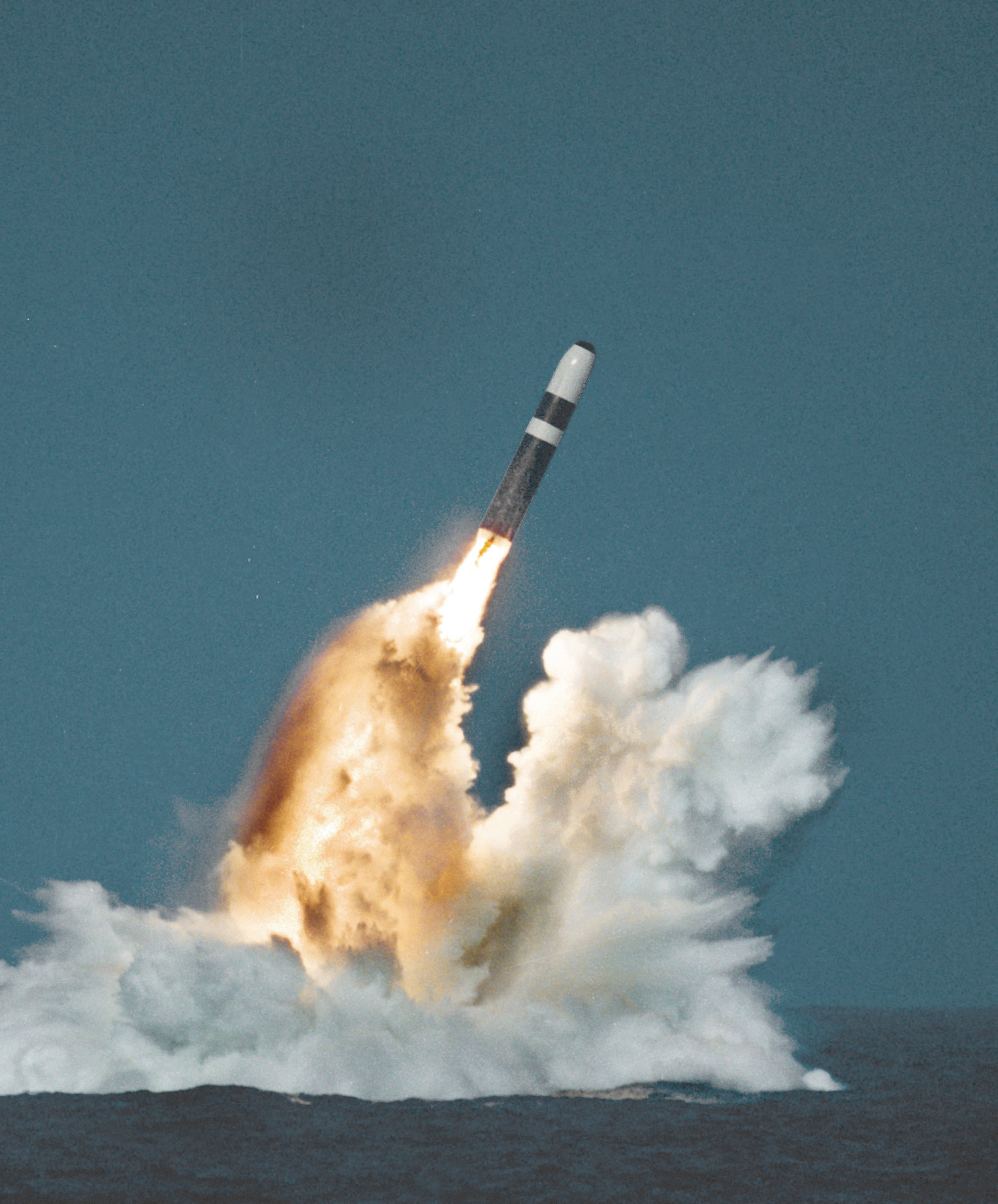
Un misil Trident como los que posee la Marina Real Británica del programa nuclear Trident.

El Reino Unido dispone de cuatro submarinos Clase Vanguard armados con misiles nucleares Trident, son parte del programa nuclear Trident. Anteriormente tuvo el programa nuclear Polaris. El principio de operación se basa en el mantenimiento del efecto disuasorio de tener siempre al menos un submarino en el mar, y fue diseñado durante el período de la Guerra Fría. Un submarino esta normalmente en mantenimiento y los dos restantes se encuentran en el puerto o en ejercicios de entrenamiento. Se cree que las patrullas submarinas de misiles balísticos británicas se coordinarán con las de los franceses.
Cada submarino puede transportar hasta dieciséis misiles Trident II D-5, que cada uno puede llevar hasta doce cabezas nucleares, por un máximo de 192 ojivas por submarino. Sin embargo, el gobierno británico anunció en 1998 que cada submarino llevaría sólo 48 cabezas (reduciendo a la mitad de los límites indicados por el gobierno anterior), que es un promedio de tres por misiles. Sin embargo uno o dos misiles por submarinos son probablemente armados con menos ojivas para uso de "sub-estratégica", dirigido a causar a otros a ser armados con más.
Las cabezas nucleares de diseño británico se cree son seleccionables entre 0,3 kilotones, 5-10 kt y 100 kt, los rendimientos obtenidos utilizando ya sea la primaria no potenciada, la primaria potenciada o todo el paquete de física (physics package en inglés). El Reino Unido ha comprado los derechos para 58 misiles en virtud del Acuerdo de Ventas Polaris (modificado para Trident) de los recursos de la marina de Estados Unidos. Estos misiles están equipados con cabezas nucleares construidas por el Reino Unido y se intercambian cuando se requiere mantenimiento. Bajo el acuerdo se fue dado a los Estados Unidos ciertas garantías por el Reino Unido con respecto al uso de los misiles, sin embargo los Estados Unidos no tiene ningún derecho de veto sobre el uso de las armas nucleares británicas.

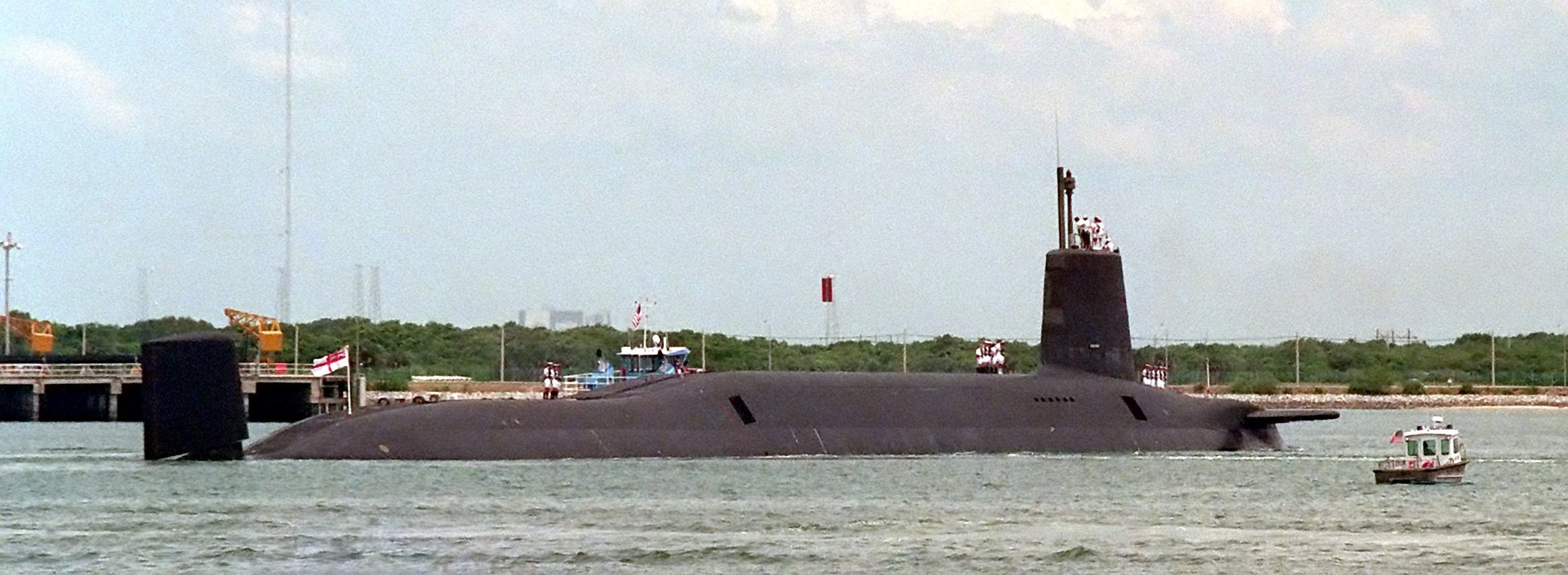
HMS Vanguard (S28), uno de los 4 clase Vanguard de la Marina Real Británica, que sirven de como el sistema de entrega nuclear del Reino Unido.

El Reino Unido permite a los Estados Unidos desplegar armas nucleares en su territorio, las primeras de las cuales llegaron en 1954. Durante la década de 1980 misiles de crucero con armas nucleares lanzados desde tierra de la Fuerza Aérea de los Estados Unidos fueron desplegados en las bases RAF Greenham Common y en RAF Molesworth. A partir de 2005 se cree que alrededor de 110 bombas nucleares tácticas B61 se almacenan en la base RAF Lakenheath para el despliegue de aviones McDonnell Douglas F-15E Strike Eagle.
En marzo de 2007, el Parlamento británico votó a favor de renovar el sistema nacional Trident de submarinos nucleares a un costo de £ 20 mil millones. En julio de 2008, The Guardian afirmó que la decisión ya se había hecho para reemplazar y actualizar las existencias de ojivas nucleares de Gran Bretaña en un costo de 3 mil millones de libras esterlinas, que extiende la vida de las cabezas nucleares hasta 2055.

## Armas químicas
El Reino Unido es signatario de las Conferencias de la Haya de 1899 y 1907 que elimina el uso de proyectiles con gas venenoso, pero omitió el despliegue de cilindros probablemente debido a que no se había considerado.
Sin embargo, durante la Primera Guerra Mundial, en represalia por el uso de cloro por Alemania contra las tropas británicas en abril de 1915 en adelante, las fuerzas británicas desplegadaron cloro por sí mismas y por primera vez durante la Batalla de Loos, el 25 de septiembre de 1915. Al final de la guerra, el uso de gas venenoso se había extendido a ambos lados y para 1918 una cuarta parte de los proyectiles de artillería estaban llenos de gas y Gran Bretaña habían producido alrededor de 25 400 toneladas de productos químicos tóxicos.
Gran Bretaña han utilizado una serie de gases venenosos, originalmente de cloro y fosgeno más tarde, difosgeno y gas mostaza. También utilizaron una cantidad relativamente pequeña de gases irritantes cloroformiato clorometílico, cloropicrina, bromacetone e iodoacetate etílico. Los gases se mezclan con frecuencia, por ejemplo estrella blanca fue el nombre dado a una mezcla de volúmenes iguales de cloro y fosgeno, el cloro ayudando a esparcir el más denso, pero más tóxico fosgeno. A pesar de los avances técnicos, las armas químicas sufrieron de disminución de eficacia a medida que avanzaba la guerra debido a los equipos de protección y el entrenamiento en el uso generado en ambos lados.
Después de la guerra, la Royal Air Force arrojo gas mostaza contra las tropas bolcheviques en 1919, y Winston Churchill, secretario de Estado para la guerra y el aire, sugirió que la RAF lo utilizara en Irak en 1920 durante una gran revuelta allí. Los historiadores están divididos en cuanto a si el gas fue o no se puesto en práctica.
El Reino Unido ratificó el Protocolo de Ginebra el 9 de abril de 1930. El Reino Unido firmó la Convención sobre Armas Químicas, el 13 de enero de 1993 y la ratificó el 13 de mayo de 1996.
Muchos exmilitares se han quejado de padecer enfermedades a largo plazo después de participar en las pruebas sobre los agentes nerviosos. Se alegó que, antes de ser voluntarios no recibieron información adecuada sobre los experimentos y el riesgo, en violación del Código de Núremberg de 1947. Presuntos abusos en Porton Down se convirtieron en objeto de una larga investigación policial denominada Operación Antler, que cubrió el uso de voluntarios en pruebas de una gran variedad de armas químicas y las contramedidas a partir de 1939 hasta 1989. Una investigación fue abierta el 5 de mayo de 2004 a la muerte el 6 de mayo de 1953 de un técnico, Ronald Maddison, durante un experimento con gas sarín. Su muerte había sido encontrada anteriormente por una investigación privada del Ministerio de Defensa que dio como resultado fue una "desgracia", pero esta fue anulada por el Tribunal Supremo en 2002. La audiencia 2004 se cerró el 15 de noviembre, después que un jurado encontró que la causa de la muerte de Maddison fue "la aplicación de un agente nervioso en un experimento no terapéutico".

## Arma biológicas
Durante la Segunda Guerra Mundial, los científicos británicos estudiaron el uso de armas biológicas, incluyendo una prueba con ántrax en la isla escocesa de Gruinard que la dejó contaminada y cercada durante casi cincuenta años, hasta que un programa intensivo de cuatro años para erradicar las esporas se completó en 1990. También fabricaron cinco millones de piensos compuestos de aceite de linaza con un hoyo perforado en ellos para la adición de esporas de ántrax entre 1942 y mediados de 1943. Estos iban a ser lanzadas sobre Alemania utilizando contenedores diseñados especialmente llevar para cada uno 400 piensos compuestos, en un proyecto conocido como Operación Vegetariana. Las preparaciones no se completaron hasta principios de 1944 y la operación vegetariana sería sólo utilizada en el caso de un ataque con ántrax de Alemania a Gran Bretaña. Estos piensos compuestos serían comidos por el ganado, que luego serían consumidos por la población civil, causando la muerte de millones de ciudadanos alemanes. Por otra parte, habría acabado con la mayor parte del ganado de Alemania, creando una escasez masiva de alimentos para el resto de la población que se mantuvo no infectada., finalmente los piensos compuestos fueron incinerados cuando la Segunda Guerra Mundial terminó en 1945, haciendo inútil el plan.
El desarrollo de armas ofensivas continuaron después de la guerra en la década de 1950 con las pruebas de la peste, la brucelosis, la tularemia y más tarde de encefalomielitis equina y virus vaccinia (esta última como un simulador relativamente seguro para la viruela).
En particular, cinco series de pruebas se llevaron a cabo en el mar con nubes de aerosol y animales.
- Operación Harness - Antigua en el año 1948-1949.
- Operación Cauldron - Stornoway en 1952. El arrastrero Carella accidentalmente navegó durante esta prueba a través de una nube de peste neumónica bacilos (Yersinia pestis). Se mantuvo en observación encubierta hasta que el período de incubación transcurrió, pero ninguno de la tripulación cayó enfermo.[15]
- Operación Hesperus - Stornoway en 1953.
- Operación Ozone - Nassau en 1954.
- Operación Negation - Nassau, en 1954-5.

El programa fue cancelado en 1956 cuando el gobierno británico renunció al uso de armas biológicas y químicas. Ratificó la Convención sobre las Armas Biológicas en marzo de 1975.